# 我が家ロシア
我が家ロシア（ロシア語: Наш дом  — Россия, НДР、英語ではOur Home – Russia、「我らの家ロシア」などとも訳される）は、ロシアの政党。1995年ヴィクトル・チェルノムイルジン首相を中心に結成された。中道右派。エリツィンは、大統領与党として、中道右派の「我が家ロシア」とロシア農業党幹部で下院議長、安全保障会議書記を歴任したイワン・ルイプキンを中心に中道左派を結集し、二大政党制を目論んだ。
エリツィンは、自身が権力掌握に当たって国民による直接投票によったため、大統領就任後も一党一派に偏らない議会から超然とした位置を目論んだが、議会運営につまづいたため、大統領与党の必要性を痛感するようになっていった。1995年12月の下院国家会議選挙を前に、チェルノムイルジン首相を中心に中道右派勢力を結集し、選挙ブロック「我が家ロシア」を設立した。6月12日設立大会でチェルノムイルジンを代表（評議会議長）に、オレグ・ソスコヴェツ第一副首相と、コンスタンチン・チトフ・サマラ州知事が副議長に選出された。党の執行部たる評議会は120名からなり、閣僚、地方の首長、企業経営者が大部分を占めていた。また政治資金源は、チェルノムイルジンの出身母体のガスプロムなどの国営企業であり、こうした状況から、野党陣営やミハイル・ゴルバチョフ元ソ連大統領などからそれぞれ、「彼らの家ロシア」や「我らの家ガスプロム」などと官製御用政党ぶりを皮肉られることとなった。
1995年ロシア下院選挙では獲得議席数55議席に留まった。
我が家ロシアは、右派勢力同盟結成に当たり参加を打診されたが拒否し、多くのメンバーは統一ロシアに参加した。